# Подвожић
Подвожић (до 1991. Подвозић) је насељено место у саставу општине Бариловић у Карловачкој жупанији, Република Хрватска.

## Историја
До територијалне реорганизације у Хрватској налазио се у саставу бивше велике општине Дуга Реса.

## Становништво
На попису становништва 2011. године, Подвожић је имао 298 становника.

## Попис 1991.
На попису становништва 1991. године, насељено место Подвозић је имало 322 становника, следећег националног састава:
| Попис 1991.‍  | Попис 1991.‍  | Попис 1991.‍ | Попис 1991.‍ | Попис 1991.‍ |
| ------------ | ------------ | ----------- | ----------- | ----------- |
|              |              |             |             |             |
| Хрвати       | Хрвати       |             | 316         | 98,13%      |
| Срби         | Срби         |             | 1           | 0,31%       |
| неопредељени | неопредељени |             | 1           | 0,31%       |
| непознато    | непознато    |             | 4           | 1,24%       |
| укупно: 322  |              |             |             |             |